# Honoré Langlé
Honoré François Marie Langlé (Mònaco, 1741 – Villiers-le-Bel, Sena i Oise, 1807) fou un compositor i professor de cant monegasc, protegit pel príncep Honorat III.
Estudià música al Conservatori de la Pietà dei Turchini de Nàpols i, una volta acabats s'establí a París (1768) com a professor de cant, de piano i de clavicordi. Va estar agregat a l'Escola Reial de Cant i Declamació des de la seva fundació el 1784 fins al 1791. Va ser un dels cofundadors del de 1794, època Conservatori de Música de París, on va ensenyar harmonia i fer de bibliotecari des de 1802.
Entre les seves obres més notables, cal citar: Corisandre, òpera en tres actes, estrenada a l'Òpera el 8 de març de 1791. Segons el director d'orquestra Eric Hull «A Corisandre demostra un estil amb esclats dramàtics i còmics. Amb una orquestració equilibrada, uneix hàbilment el seu estil musical bàsicament napolità amb elements típicament francesos. En resum, ompleix tota la gamma dramàtica des d'un tendre estil líric fins a la paròdia força marcada».
Durant la seva vida publicà: Traité d'harmonie et de modulation (1797), Traité de la basse sous chants (1798), Nouvelle Méthode pour chifrer les acords (1801), i Traité de la fugue (1805). Va deixar al morir diverses òperes inèdites els manuscrits de les quals es conserven a les biblioteques del Conservatori i de l'Òpera.
El 2005 el director d'orquestra Eric Hull va realitzar una edició completa de Corisandre per a l'Òpera de Monte-Carlo prevista per a l'estrena després de la renovació de la Sala Garnier, però no es va realitzar.